# Protea caffra
Protea caffra (лат.) — кустарник или небольшое дерево, вид рода Протея (Protea) семейства Протейные (Proteaceae). Растёт на открытых или лесных лугах, обычно на скалистых хребтах. Листья кожистые и голые, цветочная головка одиночная или в группах по 3 или 4 с обволакивающими прицветниками бледно-красного, розового или кремового цвета. Плод — густо опушённый орех. Вид очень изменчив и имеет несколько подвидов. Произрастает в Южной Африке.  Вид P. caffra был завезён и зацвёл в Королевских ботанических садов Кью в мае 1893 года, но это не привело к дальнейшему развитию интереса садоводов к этому виду. Вид известен тем, что он был изображён на реверсе южноафриканской монеты, называемой «тикки», эквиваленте британской трехпенсовой монеты, почти 30 лет, пока монета не была снята с продажи в 1961 году.

## Ботаническое описание

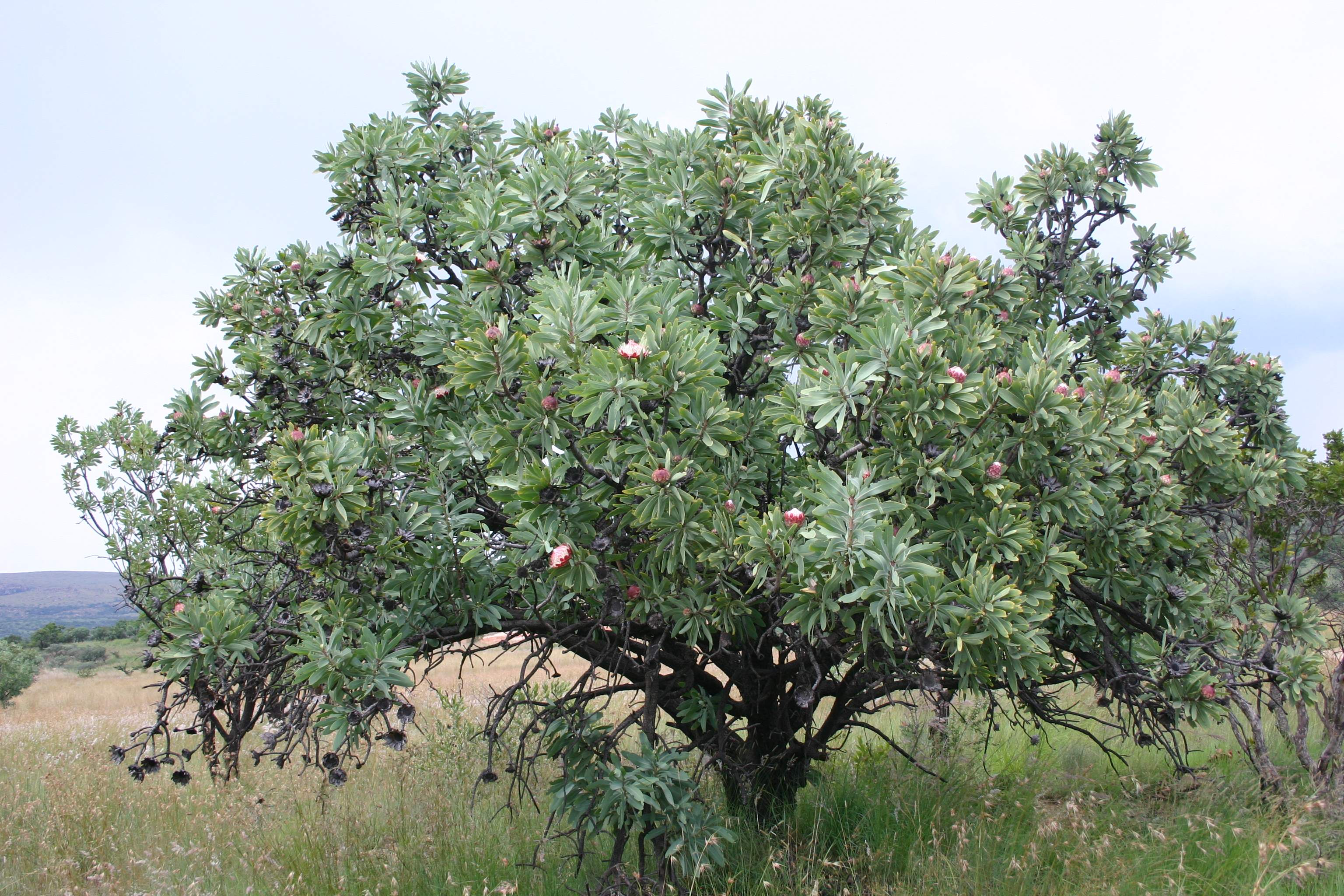
Общий вид

Protea caffra — прямостоячий кустарник или небольшой дерево 3-8 м высотой с чётко выраженным основным стеблем диаметром до 40 см, крона неровная и раскидистая. Кора от чёрного до тёмно-коричневого цвета с сетчатыми трещинами при созревании. Листья от линейно-эллиптических до линейно-серповидных, от узких до широкоэллиптических, от узких до широко перевернутых, ланцетных, иногда серповидных; длина 70 — 250 мм, ширина 4 — 45 мм, кончики тупые до заострённых; гладкие, от кожистых до тонких и напоминающих бумагу, от светло-зелёного до серовато-зелёного, с каждым годом имеют тенденцию к слипанию. Цветки расположены на концах листовых веточек 4-12 мм в диаметре, обычно поодиночке, но на верхушке может быть сгруппировано до 4 головок; от шаровидных до яйцевидных, широкие и мелкие в полностью открытом состоянии, диаметром 45-80 мм, основание от широких выпуклых до плоских, диаметром 20-30 мм. Прицветники обворачивают соцветие в 6-8 рядов: наружный ряд от широких овалов до дельтовидных, шириной 10-20 мм, длиной 5-7 мм, обычно с шелковистой серебристой опушкой разной толщины на дистальных концах, но может быть безволосым, плотно и густо опоясанным; внутренний ряд от удлинённого до широко удлинённо-лопатовидного, длиной 30-50 мм, шириной 10-20 мм, кончики закруглены до почти заострённых, слегка вогнутые, гладкие, от бледно-кремового до кирпично-красного цвета; очень вариативен.

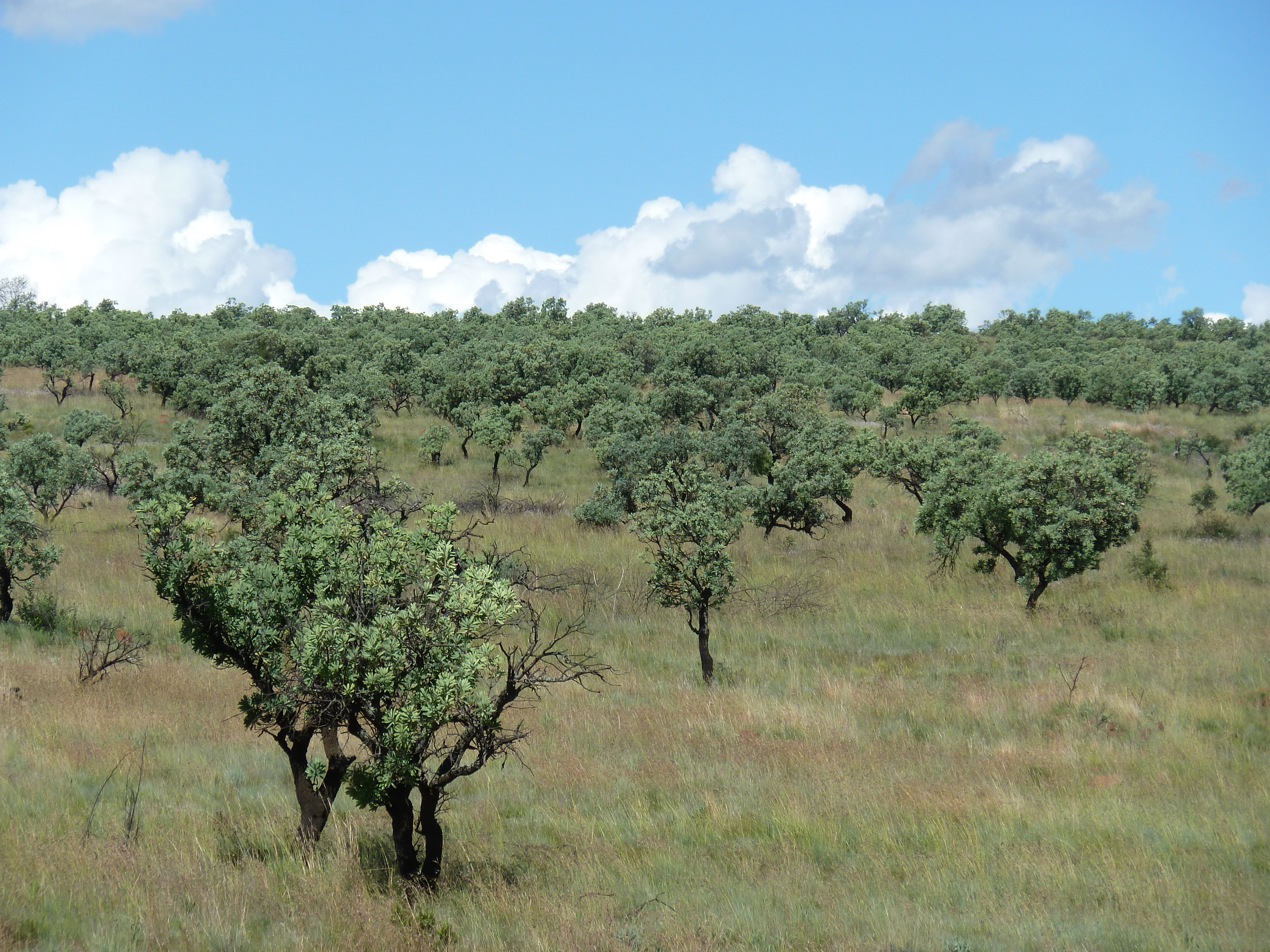
P. caffra в природе
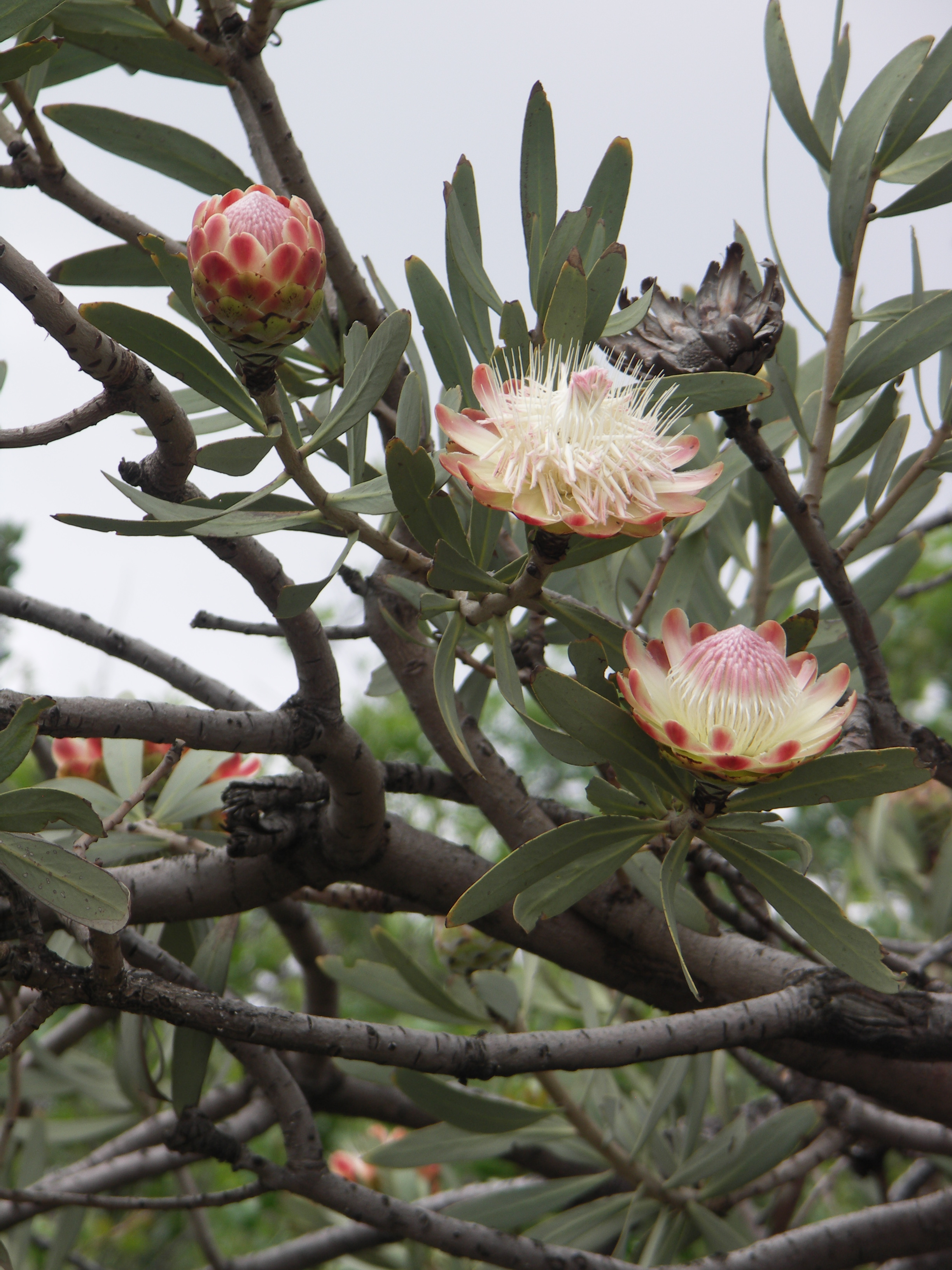
Соцветия
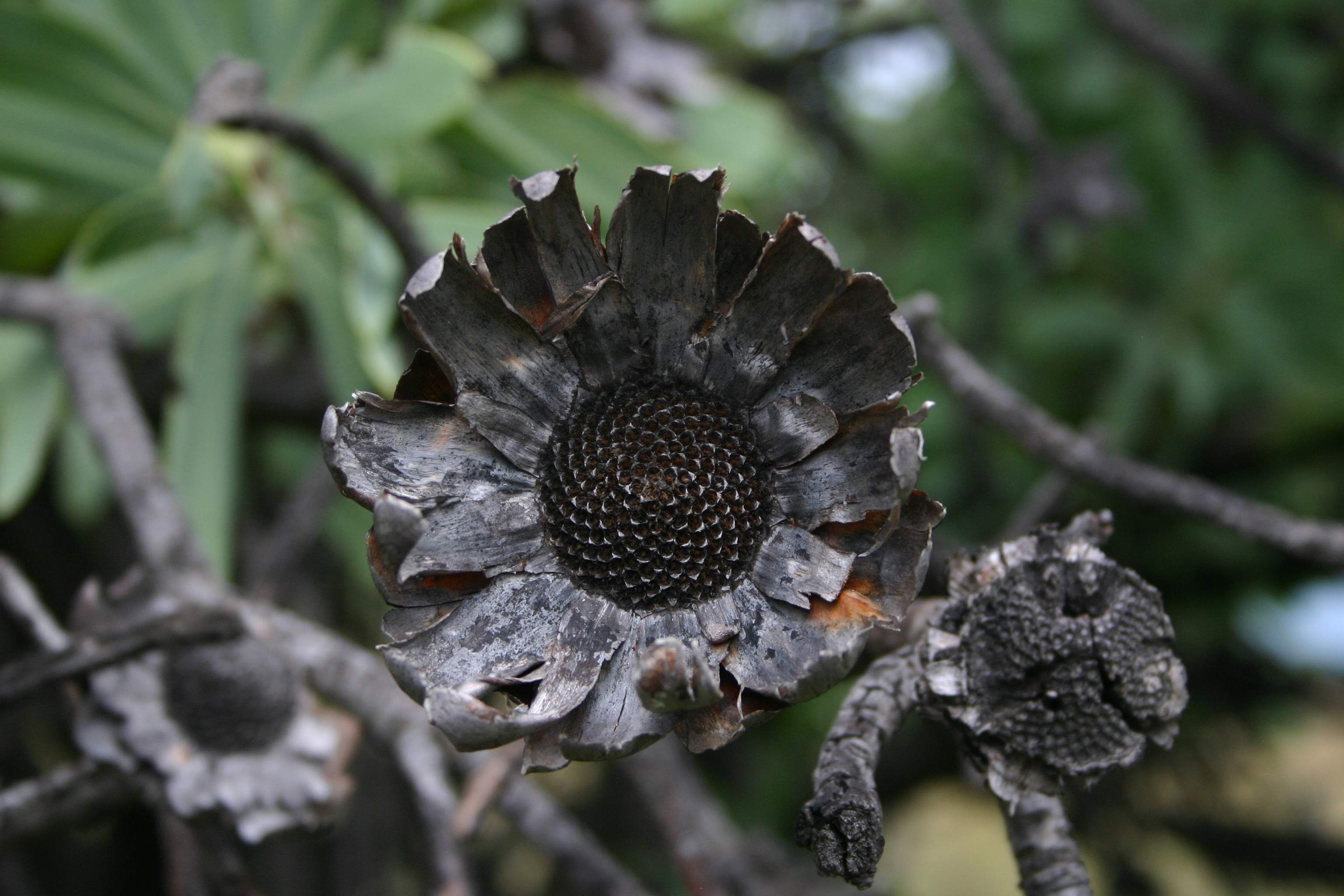
Старые цветочные головки
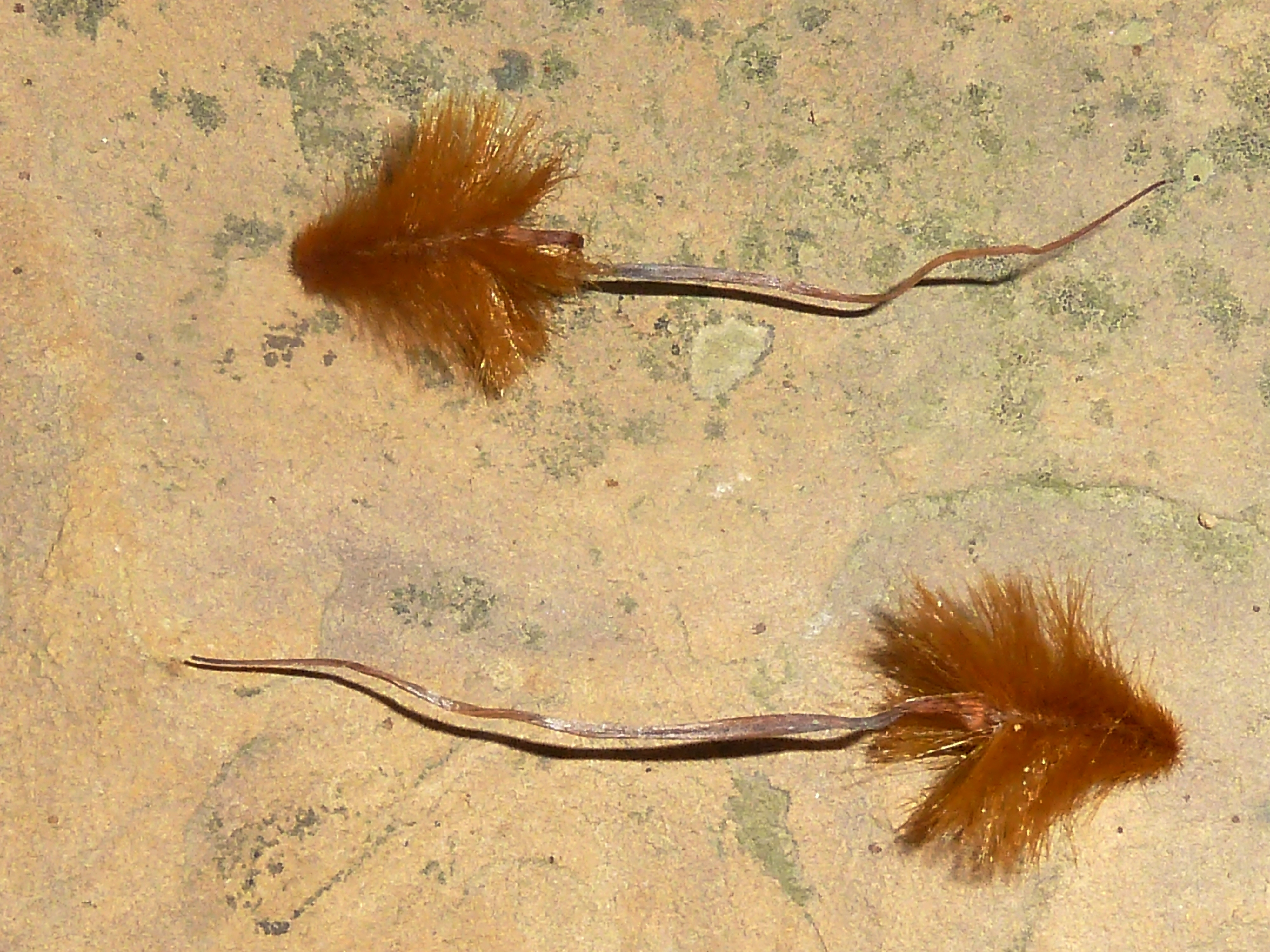
Семена

### Подвиды
- P. caffra caffra
- P. caffra gazensis
- P. caffra kilimandscharic
- P. caffra mafingensis
- P. caffra nyasea

## Таксономия
Вид впервые был описан в 1856 году швейцарским ботаником Карлом Фридрихом Мейсснером. Видовое название caffra происходит от Kaffraria, географического названия XVII века для восточных регионов Южной Африки, особенно Натала, где вид был впервые обнаружен Фердинандом Крауссом в декабре 1839—январе 1840 годов

## Распространение и местообитание
Подвид Protea caffra caffra — широко распространён в восточной части Южной Африки (Гаутенг, Квазулу-Натал, Северо-Капская провинция, Мпумаланга, Восточно-Капская провинция и южнее до гор Катберг) и Лесото. Подвид предпочитает бедные кварцитовые кислые почвы, но одинаково хорошо произрастает на самых разных хорошо дренированных почвах и даже встречается на щелочных доломитовых почвах. Встречается на высотах от уровня моря до 2 100 м, всегда на южных склонах, где местность изрезана и каменистая, или гористая. Обычно образует открытые насаждения, в которых представляет собой одиночный крупный кустарник или дерево; такие популяции могут охватывать большие площади.
Подвид Protea caffra gazensis встречается в Восточном нагорье вдоль границы Мозамбика и Зимбабве, включая горы Иньянгани и Чиманимани, а также на горе Горонгоса в Мозамбике. Встречается на лугах и кустарниках на высоте от 1 500 до 2 100 м.
В целом Protea caffra — исключительно изменчивый вид, который, по-видимому, состоит из мозаики местных разновидностей, которые имеют небольшие различия, обычно в размере, цвете, текстуре и форме листьев. Там, где зима холодная и сухая, у растения жёсткие, толстые, бледно-зелёные листья, а по мере продвижения на запад листья становятся крупнее, мягче, темнее и пластичнее. Цветки обычно от розовато-красного до карминового цвета с зелёным у основания, появляются в течение чётко определённого периода от 6 до 8 недель; этот период может начаться уже в октябре в прибрежных районах и уже в декабре в более высоких регионах. Цветочные головки производят сладкий, слегка сернистый запах, который привлекает большое количество жуков-скарабеев. Плотная, трещиноватая кора придаёт деревьям большую огнестойкость. Кора может использоваться в лечебных целях.

## Культивирование
Protea caffra — выносливый многолетний кустарник, выдерживающий температуру до −5°C. Семена прорастают через 22 дня после посадки и в первый год молодые растения достигают 10 см в высоту. После этого рост может быть несколько изменчивым с остановками и запусками. Цветение начинается с 6-го года и необходимо обрезать нижние ветви, чтобы стимулировать цветение побегов.